# 펜팍 시리쿨
펜팍 시리쿨(태국어: เพ็ญพักตร์ ศิริกุล, Penpak Sirikul, 1961년 1월 31일 ~ )은 태국의 가수, 배우, 모델이다.

## 영화
- 뽀빠이 (2017년)
- 잇 겟츠 베러 (2012년)
- 행오버 2 (2011년) - 조이 역
- 13 (2006년) - 매기 역
- 사령 - 리케의 저주 (2006년) - 페이 역